# Carles Sànchez Verdú
Carles Sànchez Verdú   (Vilanova i la Geltrú, 23 de juny de 1983) és un presentador de televisió, director, guionista, humorista i actor de doblatge català.
Va ser director del programa d'entrevistes nocturn Jugada mestra de TV3, dirigit especialment a la nova escena emergent de la comèdia en català, on també hi participà Charlie Pee com a copresentadora i el guionista Tomàs Fuentes.
Al llarg de la seva carrera professional ha treballat de guionista per a Rac1, al programa Versió estiu, a El Terrat, El intermedio, APM?, El foraster, Divendres o El Jueves, on també feia esbossos de dibuixos. Per la seva feina com a guionista al programa El intermedio, va guanyar, juntament amb la resta de l'equip de guionistes, quatre premis ALMA del Sindicat de Guionistes d'Espanya al millor guió els anys 2020, 2021, 2023, i 2024.